# Adiri
Adiri é uma cidade na Líbia situado no distrito de Axati.